# Haid (Wessobrunn)
Haid ist ein Gemeindeteil von Wessobrunn im oberbayerischen Landkreis Weilheim-Schongau.

## Geografie
Das Dorf Haid liegt circa einen Kilometer nördlich von Wessobrunn in einer Moränenlandschaft.

## Geschichte
Im Jahr 1558 wird Haid als Hofmarksort von Wessobrunn genannt.
Das Dorf umfasste 1752 insgesamt 45 Anwesen, darunter waren ein Achtelhof und 44 Sechzehntelhöfe. Sämtliche Hofstellen waren dem Kloster Wessobrunn grundbar, die Hohe Gerichtsbarkeit lag beim Landgericht Landsberg.
Nach der Säkularisation entstand mit dem Gemeindeedikt von 1818 die Gemeinde Haid im Landgericht Weilheim in Oberbayern mit den Ortsteilen Haid, Schellschwang und Stillern.
Haid war bis zur Eingemeindung nach Wessobrunn am 1. Mai 1978 eine eigenständige Gemeinde, der Ortsteil Stillern wurde nach Raisting eingemeindet.

## Sehenswürdigkeiten
Siehe: Liste der Baudenkmäler in Haid